# Jan Škarnitzl
Jan Škarnitzl (* 11. Juli 1986 in Brandýs nad Labem-Stará Boleslav) ist ein tschechischer Mountainbiker.

## Sportlicher Werdegang
Škarnitzl kam durch seinen Vater zum Mountainbiken; seine ersten Rennen fuhr er 1996, mit 10 Jahren. 2008 gewann er die Silbermedaille im Cross-Country-Rennen (XCO) bei den Studentenweltmeisterschaften. Seine erfolgreichste Zeit hatte er in der ersten Hälfte der 2010er Jahre; so gewann er 2010 und 2014 je eine Medaille bei den Mountainbike-Europameisterschaften und wurde 2011 tschechischer Landesmeister im XCO. Dies sollte sein einziger Meistertitel bleiben, ungeachtet zahlreicher weiterer Ehrenplätze. Bei Weltmeisterschaften waren die 11. Plätze 2011 und 2013 seine besten Resultate. Im UCI-Mountainbike-Weltcup stand er beim Rennen von Albstadt 2017 einmalig in den Top 10.
Škarnitzl vertrat sein Land im olympischen Mountainbikerennen 2012; beim Sieg seines Landsmanns Jaroslav Kulhavý erreichte er den 12. Platz. Auch im olympischen Mountainbikerennen 2016 war er mit von der Partie und erzielte den 22. Platz.
Im Cyclocross startete Škarnitzl 2003 und 2004 bei den Junioren in den Cyclocross-Weltmeisterschaften. Er fuhr zeit seiner Karriere regelmäßig im Winter einige Cyclocrossrennen in Tschechien, allerdings ohne nennenswerte Erfolge.

## Privates
Škarnitzl ist Vater dreier Kinder. Seine Schwester Jitka ist ebenfalls Mountainbike-Olympionikin (2020).

## Erfolge
2008
 Studentenweltmeisterschaften – XCO
2010
 Europameisterschaften – XCR (mit Ondřej Cink, Tomáš Paprstka und Tereza Huříková)
2011
 Tschechischer Meister – XCO
2014
 Europameisterschaften – XCO